# Barbara Rittner
Barbara Rittner (Krefeld, 1973. április 25. –) német teniszezőnő. 1989-ben kezdte profi pályafutását, két egyéni és három páros WTA-torna győztese. Legjobb egyéni világranglista-helyezése huszonnegyedik volt, ezt 1993 februárjában érte el.

## Eredményei Grand Slam-tornákon

### Egyéniben
| Torna           | 2004   | 2003   | 2002   | 2001   | 2000   | 1999   | 1998   | 1997   | 1996   | 1995   | 1994   | 1993   | 1992   | 1991   |
| --------------- | ------ | ------ | ------ | ------ | ------ | ------ | ------ | ------ | ------ | ------ | ------ | ------ | ------ | ------ |
| Australian Open | -      | 1. kör | 3. kör | 4. kör | 1. kör | -      | 2. kör | 1. kör | 2. kör | 1. kör | 3. kör | 3. kör | 2. kör | 2. kör |
| Roland Garros   | 2. kör | 1. kör | 2. kör | 2. kör | 2. kör | 2. kör | 3. kör | 1. kör | 4. kör | 1. kör | 3. kör | 3. kör | 2. kör | 1. kör |
| Wimbledon       | -      | 1. kör | 2. kör | 2. kör | 1. kör | 2. kör | 2. kör | 2. kör | 1. kör | -      | 3. kör | 2. kör | 3. kör | 1. kör |
| US Open         | -      | 1. kör | 1. kör | 2. kör | -      | 1. kör | 1. kör | 1. kör | 3. kör | 1. kör | 3. kör | 3. kör | 1. kör | 3. kör |

## Év végi világranglista-helyezései
| Év       | 1989 | 1990 | 1991 | 1992 | 1993 | 1994 | 1995 | 1996 | 1997 | 1998 | 1999 | 2000 | 2001 | 2002 | 2003 | 2004 |
| Helyezés | 349. | 107. | 43.  | 30.  | 34.  | 40.  | 52.  | 52.  | 71.  | 66.  | 59.  | 101. | 68.  | 66.  | 118. | 233. |